# 村上瀬波温泉インターチェンジ

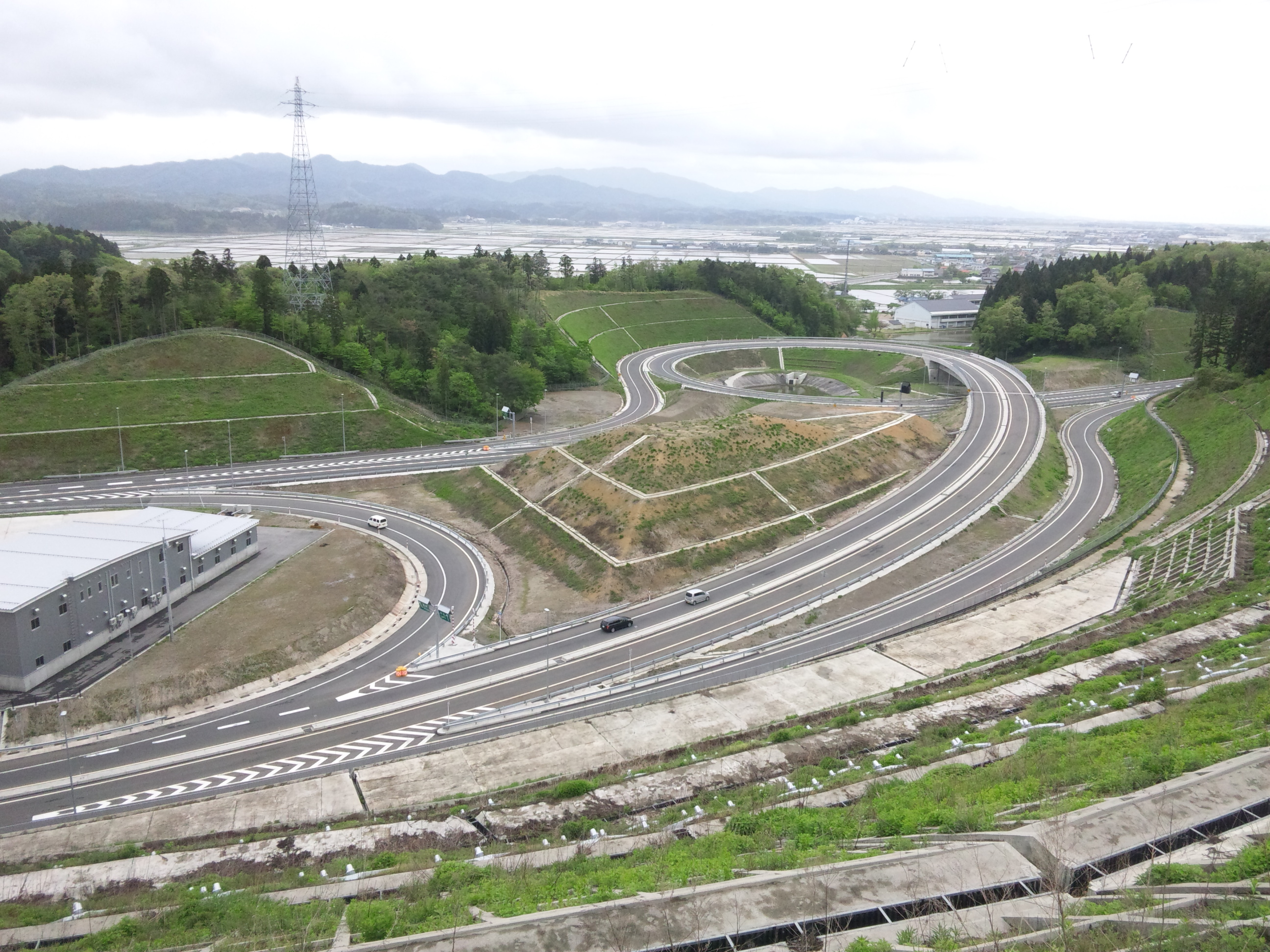
インターチェンジ全景

村上瀬波温泉インターチェンジ（むらかみせなみおんせんインターチェンジ）は、新潟県村上市にある日本海東北自動車道のインターチェンジである。
新直轄区間であるため、料金所は設置されていない。2011年3月27日に供用開始した。

## 道路
- E7 日本海東北自動車道（8番）

直接接続
- 新潟県道286号岩船港線
- 新潟県道531号村上神林線

間接接続
- 国道7号
- 国道290号

## 歴史
- 2010年（平成22年）2月15日 : IC名称が「村上IC（仮称）」から「村上瀬波温泉IC」に正式決定[1]。
- 2011年（平成23年）3月27日 : 神林岩船港IC - 朝日まほろばIC間開通により供用開始[2]。

## 周辺
村上市中心部および瀬波温泉への最寄りインターチェンジである。国道7号沿いにはコンビニ、マーケットシティーなどの多くの店がある。

## 隣
E7 日本海東北自動車道
(7)神林岩船港IC - (8)村上瀬波温泉IC - (9)村上山辺里IC